# Hôtel de ville de Ferrette
L'hôtel de ville de Ferrette est un monument historique situé à Ferrette, dans le département français du Haut-Rhin.

## Localisation
Ce bâtiment est situé au 38, rue du Château à Ferrette.

## Historique
L'édifice fait l'objet d'une inscription au titre des monuments historiques depuis 1996.